# Juana de Toulouse

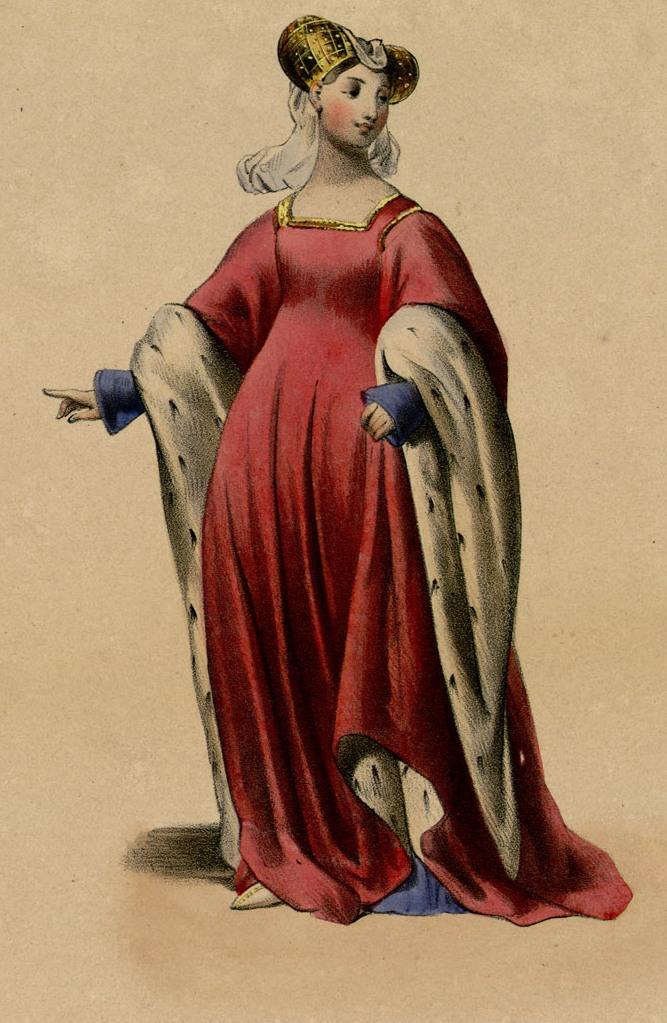
Juana de Tolosa

Juana de Toulouse (Toulouse, 1220-Siena, 28 de agosto de 1271) fue la última heredera de la familia Saint-Gilles que ostentó el título de condesa de Tolosa a lo largo de la Edad Media. 

## Biografía
Era hija de Ramón VII de Tolosa y de la infanta Sancha de Aragón (1186-1241, hija de Alfonso II de Aragón).
A los nueve años se vio obligada a casarse con Alfonso de Poitiers (Alfonso III en la cronología de los condes de Toulouse) en cumplimiento del Tratado de Meaux, con quien no tendría descendencia, lo que supondría el paso de sus posesiones a la corona de Francia y el fin del condado a la muerte de ambos en Italia en agosto de 1271, cuando regresaban de Tierra Santa tras una cruzada.
Fue criada en la corte francesa e impidiendo su educación en la cultura occitana, lo que hará que no muestre ninguna simpatía por el catarismo, por entonces activamente combatido por la Inquisición en el Languedoc y en el condado de Tolosa.
La fecha de su matrimonio no se conoce con exactitud, y los historiadores dudan entre el 13 de marzo de 1234 y el 13 de marzo de 1241. La primera fecha es la más probable, ya que, como que el propósito de este matrimonio era de hacer pasar el condado de Toulouse bajo el control capeto, el matrimonio debería haber sido organizado en cuanto Juana estuvo en edad de casarse. 
Su marido recibió en asignación los condados de Poitiers y de Auvernia el 24 de junio de 1241. Muy pronto tuvo que reprimir con su hermano una revuelta de los barones poitevinos, y luego, al año siguiente, una revuelta de los barones occitanos conducida por Ramón VII de Tolosa, el padre de Juana. El castillo de Montsegur fue asediado en 1244.
El 26 de agosto de 1249, Juana y Alfonso se embarcaron en Aigues-Mortes para acompañar la séptima cruzada. 
Ramón VII murió el 27 de septiembre de 1249, y Alfonso y Juana fueron proclamados condes de Tolosa sin estar presentes. Blanca de Castilla, madre del rey y de Alfonso, y regente del reino de Francia, envió un senescal a Toulouse. Tras la derrota de Mansura (5 de abril de 1250) y la liberación de Alfonso, que había sido hecho prisionero, Luis IX se quedó en Tierra Santa mientras que Juana y Alfonso volvieron a Francia. Tomaron entonces posesión del condado en octubre de 1250, haciendo su entrada oficial en la ciudad el 23 de mayo de 1251; confirmaron el nombramiento del senescal y no permanecieron en Toulouse más que unas pocas veces y por poco tiempo. 
En 1270, la pareja se fue a la octava cruzada, pero el rey, enfermo, falleció en Túnez. Durante la vuelta, la pareja igualmente enferma, se para en el castillo de Corneto, cerca de Siena. Alfonso murió allí el 21 de agosto de 1271, y Juana le siguió el día 25. No tenían hijos y el condado pasó a la corona, al sobrino, hijo y heredero de Luis IX, Felipe III de Francia.